# Мастиновка
Мастиновка — село в Бессоновском районе Пензенской области России. Входит в состав Бессоновского сельсовета.

## География
Село находится в центральной части Пензенской области, в пределах Сурско-Мокшанской возвышенности, в лесостепной зоне, на правом берегу реки Пензятки, на расстоянии примерно 11 километров (по прямой) к западу-юго-западу (WSW) от села Бессоновки, административного центра района. Абсолютная высота — 161 метр над уровнем моря.
Климат
Климат характеризуется как умеренно континентальный. Средняя температура воздуха самого холодного месяца (января) составляет −12 °C; самого тёплого месяца (июля) — 20 °C. Годовое количество атмосферных осадков составляет около 500 мм. Снежный покров держится в среднем в течение 148 дней в году.

## История
В 1719 году новопоселённая деревня Мастинина Шукшинского стана числилась за помещиком Иваном Тимофеевичем Мастининым. В 1747 году упоминается как деревня Верхняя Пензятка Шукшинского стана Пензенского уезда Спасского Преображенского мужского монастыря (31 ревизская душа). Также поблизости находилась деревня Пензятка, принадлежащая помещикам: капитану Степану Михайловичу Мастинину (49 ревизских душ), Ивану Агаповичу Белякову (26 ревизских душ), майору Ивану Савичу Нелюбову (16 ревизских душ).
В 1782 году состояла из двух частей:
1. деревня Верхняя Пензятка, Мастиновка тож, во владении у Анны Васильевны Полчаниновой, Марии Степановны и Анны Степановны Мастининых, а также у Ивана Агаповича Белякова. Всего насчитывалось 30 дворов и 224 жителя;
2. деревня Пензятка экономических крестьян. Числилось 22 двора и 136 жителей.

В 1864 году действовали поташный завод и мельница. В 1877 году была построена школа, а в 1883 году — возведена деревянная церковь во имя святого князя Александра Невского.
По состоянию на 1910 год Степановка входила в состав Рамзайской волости Пензенского уезда. Числилось пять крестьянских общин, 228 дворов, земская школа, церковь, водяная и ветряная мельницы, шерсточесалка, две кузницы и две лавки.
В 1918 году являлась центром Мастиновской волости Пензенского уезда. В 1930 году указана как центр сельсовета Пензенского района. Имелось 379 хозяйств. В 1955 году в составе Блохинского сельсовета.

## Население
| 1747 | 1864 | 1877 | 1911  | 1926  | 1930  | 1959 |
| ---- | ---- | ---- | ----- | ----- | ----- | ---- |
| 244  | ↗385 | ↗932 | ↗1492 | ↗1927 | ↗1944 | ↘513 |
| 1979 | 1989 | 1996 | 2002  | 2010  |       |      |
| ↘215 | ↘125 | ↘110 | ↘79   | ↘53   |       |      |

Половой состав
По данным Всероссийской переписи населения 2010 года в гендерной структуре населения мужчины составляли 49,1 %, женщины — соответственно 50,9 %.
Национальный состав
Согласно результатам переписи 2002 года, в национальной структуре населения русские составляли 96 % из 79 чел.

## Улицы
Уличная сеть села состоит из четырнадцати улиц.